# Adventskrans

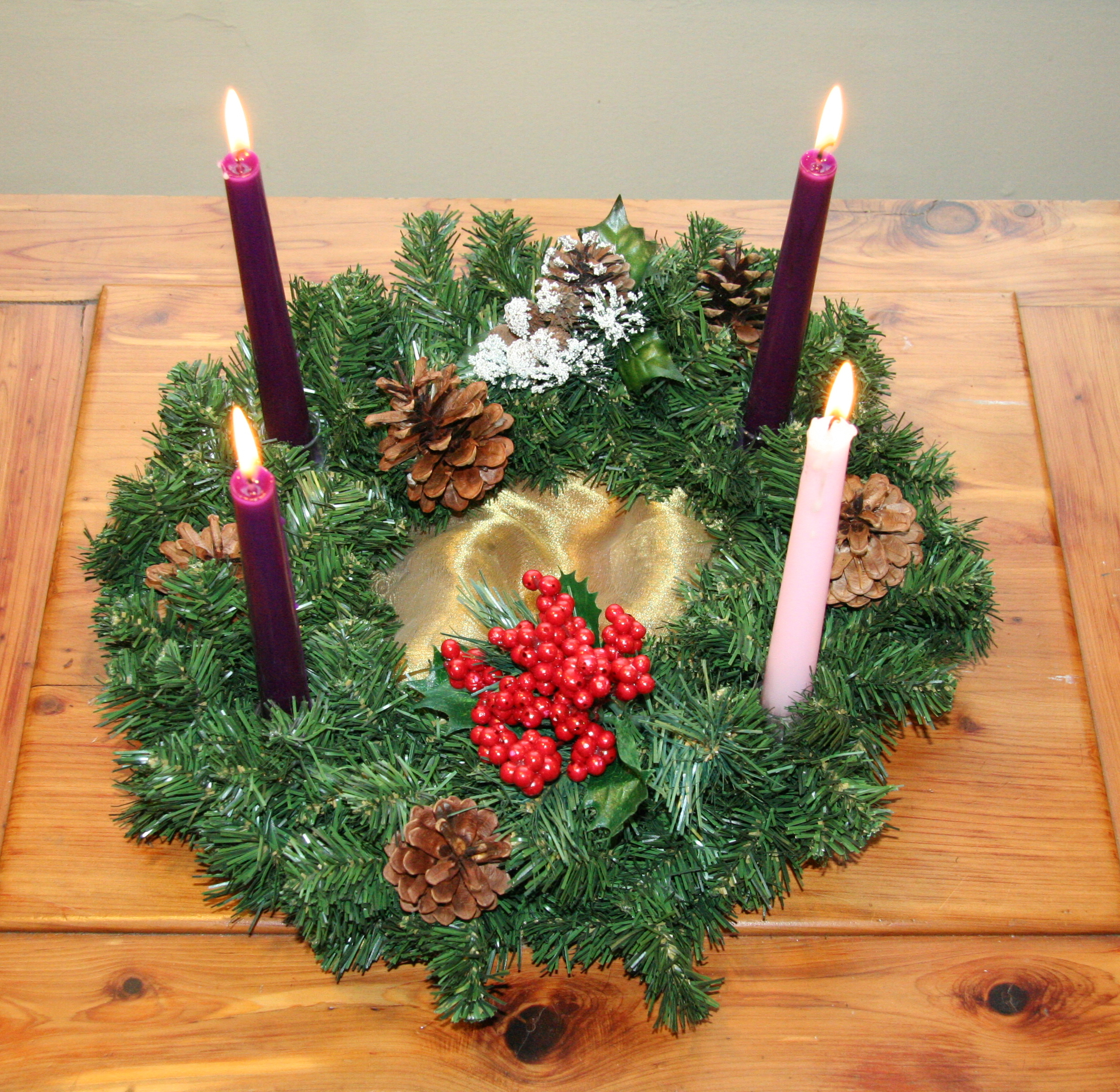
Adventskrans

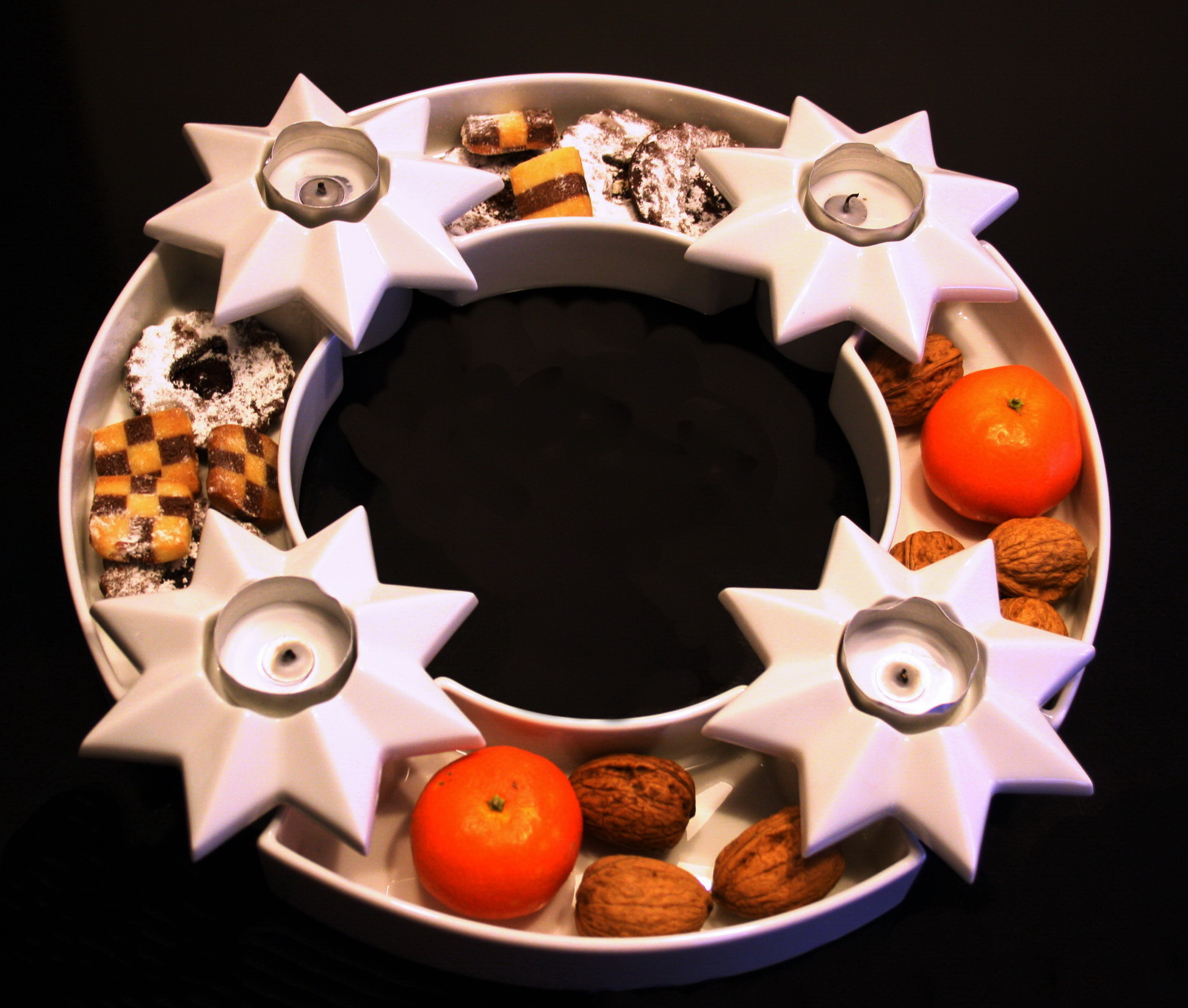
Adventskrans

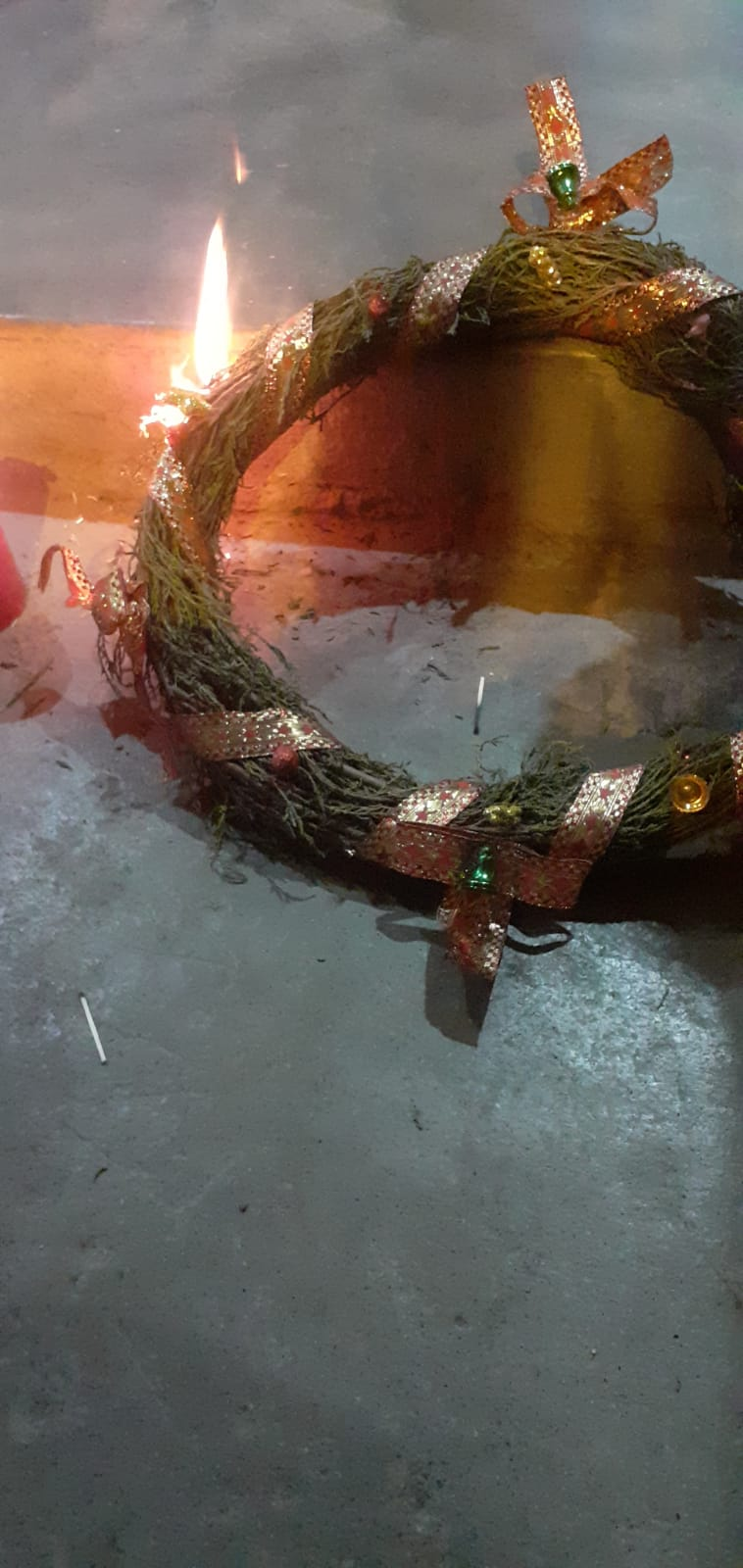
Het verbranden van de adventskrans gemaakt met natuurlijke planten, dit wordt ook gedaan ter vervanging van het kerstgebruik van het verbranden van een pop in Peru

Een adventskrans is een horizontaal liggende ronde krans van gevlochten dennen- of sparrengroen met vier kaarsen waarvan tijdens de advent er elke zondag een meer wordt aangestoken. Het is een negentiende-eeuwse traditie die ontstaan is in Duitsland. De krans wordt zowel in huis als in de kerk gebruikt. Op de laatste zondag voor Kerstmis branden alle kaarsen. Ze zijn dan verschillend van lengte, want ze hebben niet even lang gebrand.
Het woord 'advent' is een afleiding van het Latijnse woord adventus, komst.

## Advent
Christenen bereiden zich in de adventtijd voor op de komst, de geboorte van Jezus. Op de eerste zondag van de advent, tussen 26 november en 3 december, begint het nieuwe kerkelijk jaar.
Op de eerste zondag wordt de eerste kaars aangestoken. Elke volgende zondag komt er eentje bij. De kaarsen staan symbool voor het komende Licht.
De adventskrans is rond en symboliseert de aarde, heel de wereld. Hij staat ook voor het terugkomen van de jaargetijden. De vier kaarsen op de krans geven niet alleen de vier weken van voorbereiding aan, maar ook de vier windstreken noord, zuid, oost en west.
Tussen de kaarsen wordt soms een paars lint gedraaid om de krans. Deze kleur is de liturgische kleur van de Advent in de Katholieke Kerk. Het gebruik van natuurlijke materialen zoals echt dennengroen en kaarsen van bijenwas dragen bij aan de symboliek.

## De herkomst
Begin 19e eeuw bekommerde de Hamburgse theoloog Johann Hinrich Wichern zich om kinderen uit arme gezinnen. Hij bouwde in 1833 een boerenschuur net buiten de stad als toevluchtsoord. Dit gebouw bestaat nog en staat bekend als het Rauhes Haus. Kinderen kregen hier te eten en volgden schoollessen.
Johan Hinrich Wichern kreeg van de kinderen in de aanloop naar kerst de vraag 'wanneer is het kerst?' Om de aanloopperiode naar de feestdagen te visualiseren bedacht hij de adventskrans. Hij maakte in 1839 een wagenwiel met 19 rode en 4 witte kaarsen, de eerste adventskalender. Iedere dag werd er een rode kaars aangestoken en op elke zondag een witte kaars. Zo wisten de kinderen hoe veel nachten ze nog moesten slapen voordat het Kerstmis was.

## Symboliek
Wichern gaf later de adventskrans zijn moderne betekenis. Pas in 1860 bedekte hij het wiel met dennentakken. De naalden moesten doen denken aan de doornenkroon op het hoofd van Jezus bij de kruisiging.
In België, Oostenrijk en Zwitserland bestaat hier en daar het gebruik in de kaarsen de liturgische kleuren te laten terugkomen: drie paarse kaarsen en een roze kaars. De roze kaars verwijst naar de derde zondag in de Advent: Zondag Gaudete, waarbij de Kerk al een voorproefje neemt op de kerstvreugde.
In Spanje bestaat een heel kleurenschema voor de kaarsen:
- Eerste zondag: paars, de kleur van inkeer en vergeving. In plaats van paars wordt ook geel gebruikt, dat staat voor bevestiging van het geloof.
- Tweede zondag: groen, kleur van de hoop op een eeuwig leven. Alternatief is lichtblauw, symbool van de aanvaarding van Gods gerechtigheid.
- Derde zondag: rose, voor de vreugde om de komst van Christus (zie boven).
- Vierde zondag: rood, dat staat voor Gods onvoorwaardelijke liefde.
- Kerstmis: wit, kleur van de zuiverheid. Deze kaars wordt in het midden van de krans geplaatst.[2]